# Lotto Belgium Tour 2022
De Lotto Belgium Tour of Ronde van België voor vrouwen 2022 was de tiende editie van deze rittenkoers die van 28 tot 30 juni werd verreden. De wedstrijd ging van start met een proloog in Chimay en eindigde net als de voorgaande edities op de Muur van Geraardsbergen. Titelhoudster was de Belgische Lotte Kopecky; zij werd opgevolgd door de Poolse Agnieszka Skalniak.

## Deelnemende ploegen
Aan de start stonden een World Tourploeg, negen continentale ploegen, acht clubteams en drie nationale selecties. Bijna alle ploegen stonden met zes rensters aan de start, wat het totaal op 120 deelnemers bracht.
| World-Tourteams      | Continentale teams                 | Clubteams                | Nationale selecties |
| -------------------- | ---------------------------------- | ------------------------ | ------------------- |
| Human Powered Health | AG Insurance NXTG                  | A.S.D. Women             | Australië           |
|                      | Bingoal-Chevalmeire-Van Eyck Sport | Bianchi Hunt Morvelo     | België              |
|                      | Illi Bikes Cycling Team            | Isorex                   | Polen               |
|                      | Le Col-Wahoo                       | Keukens Redant           |                     |
|                      | Lotto Soudal Ladies                | Lviv Cycling Team        |                     |
|                      | Multum Accountants-LSK             | Proximus-Alphamotorhomes |                     |
|                      | Parkhotel Valkenburg               | S-bikes Doltcini         |                     |
|                      | Plantur-Pura                       | WV Schijndel             |                     |
|                      | Saint Michel-Mavic-Auber 93        |                          |                     |

## Etappe-overzicht
| etappe | datum   | start          | finish                  | profiel    | afstand  | winnaar            | klassementsleider  |
| ------ | ------- | -------------- | ----------------------- | ---------- | -------- | ------------------ | ------------------ |
| P.     | 28 juni | Chimay         | Chimay                  | Proloog    | 4,4 km   | Agnieszka Skalniak | Agnieszka Skalniak |
| 1e     | 29 juni | Blankenberge   | Dudzele                 | Vlakke rit | 111 km   | Ally Wollaston     | Ally Wollaston     |
| 2e     | 30 juni | Geraardsbergen | Muur van Geraardsbergen | Heuvelrit  | 108,5 km | Annemarie Worst    | Agnieszka Skalniak |

## Etappes

### Proloog
| Dinsdag 28 juni: Chimay - Chimay (4,4 km) |                    |                         |       |
| Plaats                                    | Naam               | Ploeg                   | Tijd  |
| Winnaar                                   | Agnieszka Skalniak | Polen                   | 5'25" |
| 2                                         | Mieke Kröger       | Human Powered Health    | + 3"  |
| 3                                         | Ally Wollaston     | AG Insurance NXTG       | + 4"  |
| 4                                         | Loes Adegeest      | Illi Bikes Cycling Team | + 5"  |
| 5                                         | Elizabeth Holden   | Le Col-Wahoo            | + 6"  |

### 1e etappe
| Woensdag 29 juni: Blankenberge - Dudzele (111 km) |                    |                          |          |
| Plaats                                            | Naam               | Ploeg                    | Tijd     |
| Winnaar                                           | Ally Wollaston     | AG Insurance NXTG        | 2u34'46" |
| 2                                                 | Shari Bossuyt      | Canyon-SRAM              | z.t.     |
| 3                                                 | Agnieszka Skalniak | Polen                    | z.t.     |
| 4                                                 | Susanne Meistrok   | Proximus-Alphamotorhomes | z.t.     |
| 5                                                 | Alice McWilliam    | Bianchi Hunt Morvelo     | z.t.     |

### 2e etappe
| Donderdag 30 juni: Geraardsbergen - Muur van Geraardsbergen (108,5 km) |                    |                      |          |
| Plaats                                                                 | Naam               | Ploeg                | Tijd     |
| Winnaar                                                                | Annemarie Worst    | Plantur-Pura         | 3u10'31" |
| 2                                                                      | Shari Bossuyt      | Canyon-SRAM          | + 1"     |
| 3                                                                      | Anne van Rooijen   | Parkhotel Valkenburg | z.t.     |
| 4                                                                      | Agnieszka Skalniak | Polen                | z.t.     |
| 5                                                                      | Elizabeth Holden   | Le Col-Wahoo         | + 4"     |

## Klassementenverloop
De rode trui wordt uitgereikt aan de rijdster met de laagste totaaltijd.
 De groene trui wordt uitgereikt aan de rijdster met de meeste punten van de etappefinishes.
 De bolletjestrui wordt uitgereikt aan de rijdster met de meeste behaalde punten uit bergtop passages.
 De witte jongerentrui wordt uitgereikt aan de eerste rijdster tot 23 jaar in het algemeen klassement.
| Etappe         | Winnaar            | Algemeen klassement | Puntenklassement   | Bergklassement  | Jongerenklassement | Ploegenklassement |
| -------------- | ------------------ | ------------------- | ------------------ | --------------- | ------------------ | ----------------- |
| Proloog        | Agnieszka Skalniak | Agnieszka Skalniak  | Agnieszka Skalniak | niet uitgereikt | Ally Wollaston     | Le Col-Wahoo      |
| 1              | Ally Wollaston     | Ally Wollaston      | Ally Wollaston     | niet uitgereikt | Ally Wollaston     | Le Col-Wahoo      |
| 2              | Annemarie Worst    | Agnieszka Skalniak  | Ally Wollaston     | Loes Adegeest   | Shari Bossuyt      | Le Col-Wahoo      |
| Eindklassement | Eindklassement     | Agnieszka Skalniak  | Ally Wollaston     | Loes Adegeest   | Shari Bossuyt      | Le Col-Wahoo      |

Mannen:
1908 · 1909 · 1910 · 1911 · 1912 · 1913 · 1914 · 1915-1918 · 1920 · 1921 · 1922 · 1923 · 1924 · 1925 · 1926 · 1927 · 1928 · 1929 · 1930 · 1931 · 1932 · 1933 · 1934 · 1935 · 1936 · 1937 · 1938 · 1939 · 1940-1944 · 1945 · 1946 · 1947 · 1948 · 1949 · 1950 · 1951 · 1952 · 1953 · 1954 · 1955 · 1956 · 1957 · 1958 · 1959 · 1960 · 1961 · 1962 · 1963 · 1964 · 1965 · 1966 · 1967 · 1968 · 1969 · 1970 · 1971 · 1972 · 1973 · 1974 · 1975 · 1976 · 1977 · 1978 · 1979 · 1980 · 1981 · 1982-1983 · 1984 · 1985 · 1986 · 1987 · 1988 · 1989 · 1990 · 1991-2001 · 2002 · 2003 · 2004 · 2005 · 2006 · 2007 · 2008 · 2009 · 2010 · 2011 · 2012 · 2013 · 2014 · 2015 · 2016 · 2017 · 2018 · 2019 · 2020 · 2021 · 2022 · 2023 · 2024
Vrouwen:
2012 ·
2013 · 2014 · 2015 · 2016 · 2017 · 2018 · 2019 · 2020 · 2021 · 2022 · 2023